# Énantiospécificité
Une réaction chimique énantiospécifique est une réaction stéréospécifique dans le cadre de l'énantiomérie. 
- En chimie, à partir d'un réactif, une réaction énantiospécifique ne produit que l'un des deux énantiomères possibles.

- Dans le domaine de la biologie, les récepteurs olfactifs du nez peuvent reconnaître respectivement des odeurs correspondant chacune à une forme de molécule chirale ; ces récepteurs sont énantiospécifiques[1],[2]..

## Exemple
Soient A1 et A2 deux énantiomères. Soit R, une réaction énantiospécifique.
Soient B1 et B2 les produits par R, respectivement de A1 et A2. Alors B1 et B2 sont énantiomères.